# Marquinhos (football, 1966)
Pour les articles homonymes, voir Marquinhos (homonymie).
Marco Antônio da Silva dit Marquinhos est un footballeur brésilien né le 9 mai 1966 à Belo Horizonte.